# Румму
Ру́мму (ест. Rummu alevik) — селище в Естонії, у волості Ляене-Гар'ю повіту Гар'юмаа.

## Населення
Чисельність населення на 31 грудня 2011 року становила 1088 осіб.

## Історія
З 5 березня 1992 до 24 жовтня 2017 року селище входило до складу волості Вазалемма.